# NGC 2141
NGC 2141 je otvoreni skup u zviježđu Orionu. 

## Vanjske poveznice
- SEDS: NGC 2141